# Madrisella
Madrisella är en bergstopp i Österrike.   Den ligger i distriktet Bludenz och förbundslandet Vorarlberg, i den västra delen av landet, 500 km väster om huvudstaden Wien. Toppen på Madrisella är 2 466 meter över havet, eller 130 meter över den omgivande terrängen. Bredden vid basen är 0,94 km.
Terrängen runt Madrisella är bergig åt nordost, men åt sydväst är den kuperad. Runt Madrisella är det ganska glesbefolkat, med 47 invånare per kvadratkilometer.. Närmaste större samhälle är Schruns, 13,0 km norr om Madrisella. 
I omgivningarna runt Madrisella växer i huvudsak barrskog.